# Барич (Конецький повіт)
Барич (пол. Barycz) — село в Польщі, у гміні Конське Конецького повіту Свентокшиського воєводства.
Населення — 390 осіб (2011).
У 1975-1998 роках село належало до Келецького воєводства.

## Демографія
Демографічна структура на день 31 березня 2011 року:
|          | Загалом | Допрацездатний вік | Працездатний вік | Постпрацездатний вік |
| -------- | ------- | ------------------ | ---------------- | -------------------- |
| Чоловіки | 192     | 54                 | 122              | 16                   |
| Жінки    | 198     | 37                 | 114              | 47                   |
| Разом    | 390     | 91                 | 236              | 63                   |